# Редкино
Редкино (рус. Редкино) насељено је место са административним статусом варошице (рус. посёлок городского типа) на северозападу европског дела Руске Федерације. Налази се у југоисточном делу Тверске области и административно припада Конаковском рејону.
Према проценама националне статистичке службе, у вароши је 2014. живело 11.507 становника.

## Географија
Варошица Редкино налази се у југоисточном делу Тверске области у ниском и заравњеном подручју Верхњеволшке низије, на око 5 километара северно од Шошинског залива Ивањковског језера на реци Волги. Варошица је удаљена око 39 километара југоисточно од обласног центра града Твера, односно на око 130 км северозападно од главног града земље Москве.
Важна је железничка станица на железничкој траси Москва—Санкт Петербург.

## Историја
Иако први писани помени о селу Редкино потичу из XVI века, до значајнијег развоја насеља долази тек након 1843. године када кроз то подручје пролази Николајевска железница која повезује Москву са Санкт Петербургом. Током 1890-их у насељу почиње да се експлоатише тресет из оближње тресаве Галицки Мох, а убрзо је отворена и фабрика за производњу кокса.
Након градње Ивањковске акумулације 1936. један део житеља потопљених суседних насеља је пресељен у Редкино чији број становника је тако порастао до 4 хиљаде. Насеље 1939. добија статус градске варошице и у то време било је део Завидовског рејона тада Калињинске области.

## Демографија
Према подацима са пописа становништва 2010. у вароши је живело 11.286 становника, док је према проценама за 2014. ту живело 11.507 становника. Друго је то по величини насеље на подручју Конаковског рејона, одмах после града Конакова.
| 1939. | 1959. | 1970.  | 1979.  | 1989.  | 2002.  | 2010.  | 2014.   |
| ----- | ----- | ------ | ------ | ------ | ------ | ------ | ------- |
| ---   | 8,418 | 12,233 | 14,864 | 13,448 | 11,887 | 11,286 | 11,507* |

Напомена: * према проценама националне статистичке службе.